# Gombori-Kamm
Der Gombori-Kamm (georgisch გომბორი) ist ein Gebirgszug im georgischen Teil des Großen Kaukasus. Der Kamm befindet sich in der Provinz Kachetien im östlichen Georgien und hat eine Länge von 107 km. Der höchste Gipfel, der Berg Ziwi, liegt 1.991 m über dem Meeresspiegel.
Der Gombori-Kamm ist zudem eine Wasserscheide für die Entwässerungsgebiete der Flüsse Alasani und Iori, der damit auch Kachetien an sich in eine äußere und innere Region teilt. Der Gebirgszug ist von kleineren Flusstälern durchzogen, wobei der Verlauf des Asani quer durch das Gebirge deutlichen Einfluss auf die klimatischen Verhältnisse in der Region nimmt. Die nördlichen und südlichen Hänge werden von Föhrenwäldern dominiert. 
2011 war der Gebirgszug als möglicher Stützpunkt für eine Raketenabwehrstation der USA im Gespräch, mit der weite Teile des Iran und Gebiete bis nach Indien überwacht hätten werden können.